# Landmark Inn
El Landmark Inn es un hotel histórico en Front Street en el centro de Marquette, Míchigan. Abrió originalmente en 1930 como el Hotel Northland. Como lo hizo originalmente, funciona como un hotel de servicio completo con 66 habitaciones, muchas de las cuales dan a las orillas del lago Superior.

## Historia
Los planes de construcción y el trabajo conceptual comenzaron en junio de 1916 y fueron supervisados por Samuel Shackford Otis.  Su construcción comenzó con el vertido de los cimientos en 1920, pero se detuvo rápidamente debido a la falta de fondos. Después de que George Shiras III y los accionistas de Kambawgam Hotel Co. recaudaron los $35,0000 necesarios para construir el hotel, la construcción se reanudó 12 años después, el 1 de abril de 1929. Abrió oficialmente a los huéspedes el 2 de enero de 1930.

Durante la década de 1970, cayó en un grave estado de deterioro. El deterioro del edificio y una serie de rápidos cambios de nombre (incluidos "Heritage House" a mediados de la década de 1970 y "Old Marquette Inn" en 1978) finalmente llevaron a su cierre en 1982, después de lo cual se consideró abandonado.

En 1995 fue comprado por Christine y Bruce Pesola y en ese mismo año comenzó una renovación completa del edificio.  Después de que terminaron los esfuerzos de renovación en 1997,  fue reabierto como Landmark Inn.

## Cultura popular
A lo largo de su historia, ha albergado a muchas celebridades y figuras históricas, entre ellas: Amelia Earhart en 1932, Abbott & Costello en 1942, el astronauta Jerry Lineger, y Maya Angelou. También recibió al elenco y al equipo de la película Anatomy of a Murder, incluidos James Stewart y Lee Remick durante la filmación en 1959.
Muchos huéspedes y ex empleados afirman que esta embrujado. Varios sitios web públicos documentan reclamos de una variedad de experiencias paranormales, particularmente en las habitaciones en el extremo sur del edificio en el sexto piso, así como en la habitación 502.

## Uso actual
Es propiedad de Graves Hospitality Management desde 2015.  Opera 66 habitaciones, muchas de las cuales ahora llevan el nombre de las celebridades y figuras históricas que se han alojado en cada habitación respectiva. Durante varios años fue miembro de Historic Hotels of America, el programa oficial del National Trust for Historic Preservation.